# 潮剧艺术博物馆
潮剧艺术博物馆广东省汕头市潮护路6号广东潮剧院内，主要分为史、艺、人三个部分来展示潮剧的艺术魅力。于2010年6月11日正式对外开放。

## 历史
潮剧艺术博物馆隶属于广东潮剧院，它是利用原有的谢慧如潮剧艺术中心内两层高的梨香楼改造而成，面积为800平方米左右，但首期开放的展厅面积为400多平方米。展品主要有20世纪30年代里潮剧表演所使用过的琵琶、扬琴、钹、鼓等潮剧乐器，20世纪20到40年代里的潮剧曲考、潮剧童伶的“卖身契”，以及潮剧各类的相关文字史料、戏服和老唱片等。

## 珍贵展品
明嘉靖年间的《荔镜记》、明万历年间的《荔枝记》、清顺治年间的《重刊摘锦潮调金花女大全》等戏文复印件、目前国内发现最早的潮剧唱片《金莲戏叔》（1927年）。

## 交通
公交
11路，26路到达升平区政府站,再步行900米前往